# Chrysostomos Stadler
Chrysostomos Stadler (* 23. März 1665 in Rothenthurm als Franz Karl Stadler; † 18. Mai 1721 in der Propstei Sankt Gerold) war ein Schweizer Benediktinerpater.

## Leben
Chrysostomos Stadler war Sohn des Schwyzer Ratsherrn und Wirts Mathias Stadler. Er ging in das Kloster Einsiedeln, wo er am 21. November 1682 seine Profess ablegte. Die Priesterweihe erfolgte am 26. März 1689. Nach Ostern 1689 wurde er in Einsiedeln Lehrer der Rhetorik, in der Karwoche 1693 Präfekt der Klosterschule. Am 23. September 1693 wechselte er als Professor der Philosophie nach Bellinzona. 1696 wurde er wieder Lehrer der Rhetorik der Einsiedler Klosterschule und im Herbst desselben Jahres stieg er dort ebenfalls zum Professor der Philosophie auf. 1700 wurde er Professor der Theologie und Konventsbeichtvater. Er soll sich um die Aufwertung der Wissenschaft im Kloster bemüht haben.
Stadler war von April 1705 bis Juli 1708 Kapitelssekretär. Sein Bruder Joseph Anton Stadler war der Führungskopf der Oppositionsbewegung gegen das aristokratische Regime. Als Konsequenz des «Stadlerhandels» wurde er am 17. September 1708 in Schwyz enthauptet. Chrysostomus Stadler soll einer der intellektuellen Köpfe und ein brillanter Redner der Bewegung gewesen sein und musste daher nach der Hinrichtung seines Bruders das Kloster Einsiedeln verlassen. 1713 und 1714 war er Pfarrer in Eschenz. 1714 fiel er erneut durch eine scharfe Predigt auf, sodass er in der Folge in die Propstei Sankt Gerold verbannt wurde. Dort stieg er zum Propst auf. Stadler fiel ausserdem durch sein Engagement in der Armenhilfe auf.

## Werke (Auswahl)
- 1708 verfasste er ein politisches Traktat, in dem er die Volkssouveränität theoretisch begründete.
- Varia quaesita circa potestatem Confessariorum Einsidlensium mota et resoluta. Einsiedeln 1715.
- Quesnellus Elarvatus per 39 Antitheses. Ex quibus contentos in 101 damnatis Propositionibus errores haud difficulter depraehendere licebit. Schädler, Einsiedeln 1718.